# Понте Форка (Ређо Емилија)
Понте Форка је насеље у Италији у округу Ређо Емилија, региону Емилија-Ромања.
Према процени из 2011. у насељу је живело 170 становника. Насеље се налази на надморској висини од 25 м.